# Flatida melichari
Flatida melichari är en insektsart som först beskrevs av William Edward China 1925.  Flatida melichari ingår i släktet Flatida och familjen Flatidae. Inga underarter finns listade i Catalogue of Life.